# Юра (остров)
Ю́ра (греч. Γιούρα) — греческий необитаемый остров в Эгейском море, расположен в восточной части архипелага Северные Спорады, является административной единицей муниципалитета Алонисос.
Остров известен с древнейших времен под названием Геронтия (греч. Γεροντία), которое позднее было сокращено до Юра. Благодаря своеобразному облику острова, среди туристов и путешественников известен как «Дьявольский остров». На острове располагались поселения времён неолита. Перепись населения 1991 года зафиксировала всего одного жителя острова, что сделало последний самым малонаселённым муниципальным образованием в Греции. В середине 1990-х годов последний житель покинул остров, который стал необитаемым.
Существуют источники описывающие, что в начале XIX века остров был атакован пиратами, которые хотели использовать его в качестве укрытия. Однако их нападение было отбито монахами, жившими на острове. В эпоху Римской империи остров использовался для содержания ссыльных.

## Флора и фауна

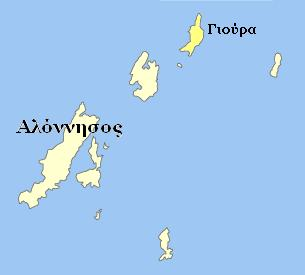
Остров Юра

Берега острова образованы каменистыми, скалистыми склонами. Для причаливания судов пригодна только небольшая бухта на юго-западе острова.
Растительность острова представлена типичными для склонов средиземноморских островов видами — мирт, вереск, земляничное дерево, пробковый дуб, падуб. Доминирующим формой растительности является фригана (англ. Phrygana), гаррига (англ. Garrigue) или маквис (фр. Maquis) — невысокие заросли густого кустарника, приспособившегося к сухой почве и покрывающего крутые склоны. Весной, благодаря этим растениям, склоны острова окрашиваются в красноватые и медные оттенки. Встречается критский клён, а на востоке острова фиговые деревья, высотой до 5 метров. Ранее остров был покрыт густым лесом, но, с 1945 года, из-за активной вырубки, площадь лесов сильно сократилась. Орнитофауна представлена 31 видом птиц, в том числе хищных. В пещерах острова обитают морские котики (лат. Monachus), которые находятся под защитой государства.
На острове обитает эндемичая для Северных Спорад форма безоаровых козлов — дикий козёл острова Юра (лат. Capra aegagrus dorcas), которого раньше считали подвидом. Он близок критскому козлу, но имеют более длинную и красноватую шерсть, туловище более крупное и тяжелое, рога скручены. Дикие козы питаются мягкими побегами деревьев и кустарников. Придерживаются скалистых холмов поросших кустарником. Самка приносит одного или двух детёнышей, и тщательно их выхаживает. Власти Греции приступили к осуществлению специальной программы по изучению и защите диких коз острова.
Историки считают, что впервые козы появились на острове в конце неолитического периода. Это были домашние животные, которые были завезены на остров и не могли взбираться по каменистым склонам.
Повторно домашние козы были завезены на остров во время Второй мировой войны, в результате чего произошло скрещивание. В настоящее время различают три типа коз. Самый большой по численности тип имеет много общего с диким козлом Крита и Азии — коричневые тела, светлое брюхо, черные и белые пятна на крупе и хвосте, черные полосы у глаз и на копытах, у самцов чёрная борода и грудь, и, как правило, кольцо чёрной шерсти вокруг шеи. Рога большие, острые и сильно разведены (что характерно для одомашненых коз). Второй тип — животные с полностью чёрной шерстью. Третий тип — несколько особей с белой шерстью.

## Пещера циклопа

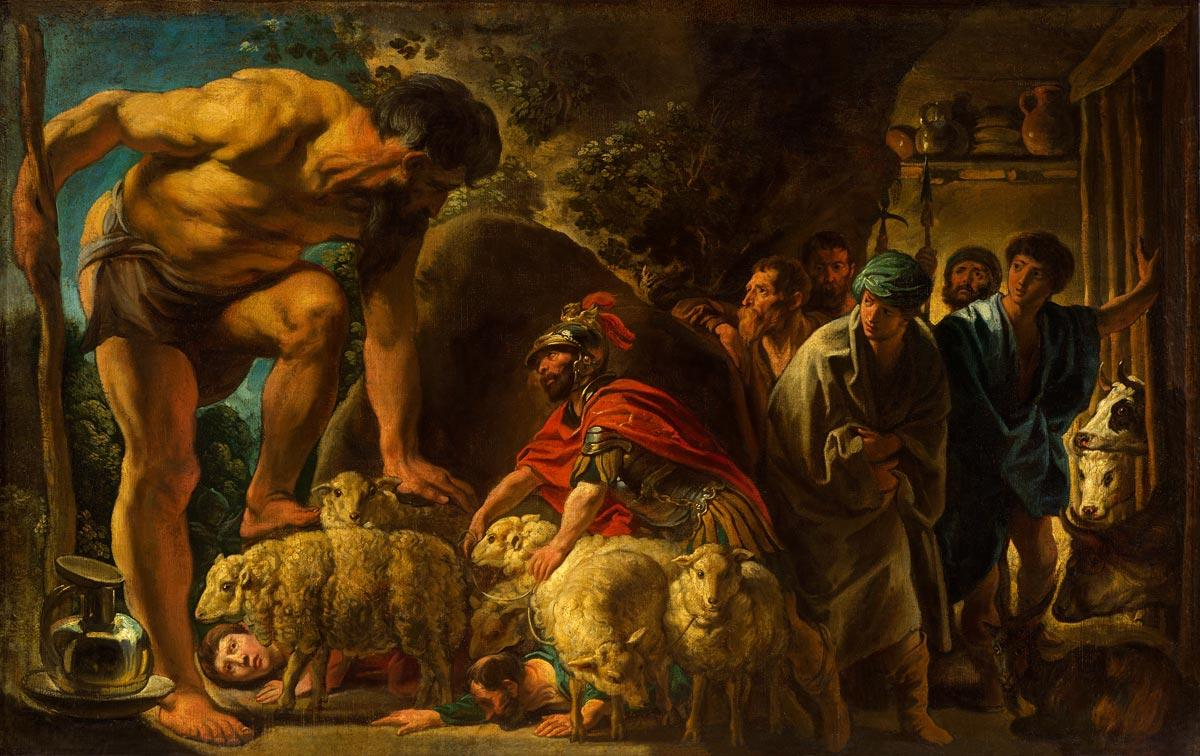
Полифем и спутники Одиссея запертые в пещере.

Достопримечательностью острова является «Пещера циклопа», в которой, по преданию, Одиссей ослепил Полифема. Сама пещера, Юра и соседние острова, достаточно точно описываются в Одиссее Гомера:
 Плоский есть там ещё островок, в стороне от залива,
 Не далеко и не близко лежащий от края циклопов,
 Лесом покрытый. В великом там множестве водятся козы
 Дикие. Их никогда не пугают шаги человека;
 Нет охотников там, которые бродят лесами,
 Много лишений терпя, по горным вершинам высоким.
 Стад никто не пасет, и поля никто там не пашет.
 Ни пахоты никакой, ни сева земля там не знает,
 Также не знает людей; лишь блеющих коз она кормит.
 …
 Быстро достигли мы близко лежащего края циклопов.
 С самого боку высокую мы увидали пещеру
 Близко от моря, над нею - деревья лавровые. Много
 Там на ночевку сходилось и коз и овец.
Строки 116-124, 181-184.
 Песнь девятая, "Одиссея".

Пещера достаточно велика, в ней имеются сталактиты и сталагмиты. Археологи находили в ней каменные и костяные орудия, крючья, ножи, горшки приблизительно датируемые 10-м тысячелетием до н. э. Пещерный комплекс до сих пор в основном не исследован. Несмотря на протесты туристических агентств, Пещера циклопа до сих пор закрыта для посещения туристами.
При раскопках, проведенных в 1992 году Адамантисом Сампсоном (англ. Adamantios Sampson), были найдены черепки, которые относят к периоду плейстоцена и неолита (5000—4500 лет до н. э.). Сампсон отмечал, что многие черепки имели символы времён эгейского неолита, которые называют скрипт или прото-скрипт и которые, предположительно, являлись прототипом греческой письменности.

## Концлагерь на острове Юра
По образцу немецких концлагерей на острове Юра был создан один из многих островных греческих концлагерей. Туда заключали коммунистов с семьями. Многие деятели культуры Греции отбывали здесь заключение.

## Ближайшие острова
Ближайшие острова к западу — Пелагос (Кира-Панайя), к северу — Псатора, к востоку — Пипери.